# Mirafra angolensis
La alondra angoleña (Mirafra angolensis) es una especie de ave paseriforme de la familia Alaudidae propia de África central.

## Rango y población
El rango de Mirafra angolensis es significativo y abarca territorios en Angola, la República Democrática del Congo, Tanzania y Zambia. Se estima que la población se extiende sobre unos 170,000 km².

## Hábitat
Su hábitat natural son las praderas bajas tropicales secas o húmedas por temporada.